# دارين مورغان
دارين مورغان (بالإنجليزية: Darren Morgan)‏ (5 نوفمبر 1967 في المملكة المتحدة - ) هو لاعب كرة قدم بريطاني في مركز الوسط. لعب مع برادفورد سيتي ونادي بيتربورو يونايتد ونادي ميلوول وإيريث وبلفيدير ‏.

## وصلات خارجية
- دارين مورغان على موقع قاعدة بيانات كرة القدم.إي يو (الإنجليزية)